# Домовицы
Домовицы — село в Фурмановском районе Ивановской области, входит в состав Иванковского сельского поселения.

## География
Село расположено в 17 км на юг от райцентра Фурманова, в 1,5 км находится ж/д разъезд Домовицы на линии Ермолино — Фурманов.

## История
Каменная Троицкая церковь в селе с колокольней и оградой была построена в 1874 году на средства почетного гражданина и 1-й гильдии купца города Иваново-Вознесенска Александра Федоровича Зубкова. Престол был один — в честь Живоначальной Троицы.
В конце XIX — начале XX века село входило в состав Широковской волости Нерехтского уезда Костромской губернии, с 1918 года — в составе Середского уезда Иваново-Вознесенской губернии.
С 1929 года село входило в состав Погостского сельсовета Середского района Ивановской области, с 1976 года — в составе Иванковского сельсовета, с 2005 года — в составе Иванковского сельского поселения.

## Население
| 1872 | 1897 | 1907 | 2002 | 2010 |
| ---- | ---- | ---- | ---- | ---- |
| 360  | ↘196 | ↗506 | ↘48  | ↘27  |

## Достопримечательности
В селе расположена действующая Церковь Троицы Живоначальной (1874). 